# Гепард азійський
Гепард азійський (Acinonyx jubatus venaticus) — підвид ссавців з виду Гепард роду Гепард родини котових. Інші назви «іранський (перський) гепард», «індійський гепард», «мисливський гепард».

## Опис
Зовні майже не відрізняється від африканського підвиду. Самиці менші за самців, більш витончено складені і без гриви на шиї. Довжина тіла разом з головою 110—150 см. Довжина хвоста 60—80 см. Висота в холці 70—85 см. Вага 40—60 кг. Витончене тіло без жодного натяку на жирові відкладення, могутній хвіст і маленька мордочка, прикрашена яскраво вираженими «слізними доріжками». Палево-жовта шкура вкрита дрібними чорними плямами. Шерсть на шиї і загривку густа і утворює невелику гриву. Кігті притуплені, злегка викривлені і втягуються тільки частково. Втім генетично ці підвиди різняться настільки, що африканський підвид не зможе заповнити популяцію азійського.

## Спосіб життя
Воліє до напівпустель, злакових степів і саван, часто зустрічається у гірських районах. У лісовій зоні зустрічаються рідко. Основним об'єктом полювання цього гепарда протягом тривалого часу були копитні тварини, насамперед газелі, дикі барани та кози. Втім, нині він не може заповнити свої харчові потреби зайцями і кроликами і часто нападає на свійських тварин. Дослідження початку 2000-х років виявило, що ці гепарди не здатні вижити, харчуючись лише дрібною їжею.
Під час полювання безшумно наближається до потенційної жертви на відстань до 10 м і, миттєво набираючи величезну швидкість до 115 км/год, наздоганяє здобич, завалюючи навіть великих тварин ударом лапи, і потім душить жертву. На стрибок довжиною в 6—8 м гепарду потрібно всього лише 0,5 с. Проте гонитва триває всього близько 20 с, кішка витрачає на такий надпотужний ривок занадто багато енергії, частота дихання в подібному забігу перевищує 150 разів на хвилину. Половина погонь виявляється безуспішними. Разом з азійський гепрад ніколи не їстиме недоїдки після інших тварин або падло. Швидше він волітиме знову відправитися на полювання. Здатен для полювання утворювати групу у кількості 2—4 особини.
Самиці воліють вести одиночний спосіб життя. Вагітність триває 85—95 діб. Народжуються від 2 до 6 кошенят. Дитинчата гепарда на початку життя беззахисні й перебувають під постійним наглядом матері. Вона годує їх наступні 8 місяців. Коли маленькі гепарди досягають віку 12—20 місяців, вони готові до самостійного життя. Серед кошенят азійських гепардів занадто велика смертність, більше половини з них не доживають до року. У неволі ці хижаки практично не дають потомства.
У природному середовищі гепарди здатні жити до 20—25 років.

## Поширення
Хоча нема підтверджень тому, що гепард азійський мешкав на території Русі, але їх тримали як мисливських тварин при княжих дворах. Про гепардів згадано в Слові о полку Ігоревім, їх зображено на стінописах Софії Київської. 
Раніше гепард азійський був поширений в Південно-Західній Азії від Аравійського півострова і Палестини на схід до Центральної Індії, а на північ до Казахстану. Поодинокі особини були помічені в 1950-х роках в Саудівській Аравії, гепарди повністю зникли в Індії вже до 1947 року, були зареєстровані випадки спостереження гепардів в Центральній Азії, зокрема в Казахстані, з 1960-х до 1980-х років. Сьогодні азійський гепард існує лише в важкодоступних районах Ірану на кордоні з Туркменістаном (заповідник Дар-е Анжир). Втім є окремі випадки зустрічі цього гепарда в Афганістані та Турменістані.
Чисельність популяції на початку 2000-х років не перевищує 70 особин (при тому, що у 1970-х роках їх було близько 200—400). Причинами зникнення цієї тварини стали втручання в життя кішок людей (браконьєрство — їх убивали заради красивого хутра — особливо в перші роки Ісламської революції в Ірані) і відсутність їхньої основної здобичі — копитних. Звідси конфлікти з вівчарями.
З 2000 року при підтримці грантів і Програми Розвитку Глобальної Середовища Проживання ООН, Товариство Охорони Дикої Природи (WCS) при співпраці з іранськими вченими розпочала заходи щодо захисту п'яти охоронюваних зон, де ще існували азійські гепарди. за останніми відомостями на 2014 рік зафіксовано близько 80 азійських гепардів.

## Використання
У стародавні часи ці мисливські кішки займали гідне місце при дворах східних володарів та знаті. Тварина мирна і неагресивна по відношенню до людини, часто її приручали, використовували як при полюванні (більше 4300 років тому). На очі гепарду надягали ковпачки та в возі його привозили на місце, де пасуться стада. Після цього тварині відкривали очі і давали йому можливість напасти на жертву. також є відомості, що азійського гепарда тренували для охорони перських правителів.